# ألان إدواردز (لاعب دوري الرغبي)
ألان إدواردز (بالإنجليزية: Alan Edwards)‏ هو لاعب دوري الرغبي بريطاني، ولد في 1943 في Kenfig Hill ‏ في المملكة المتحدة.